# ماموریت بزرگ

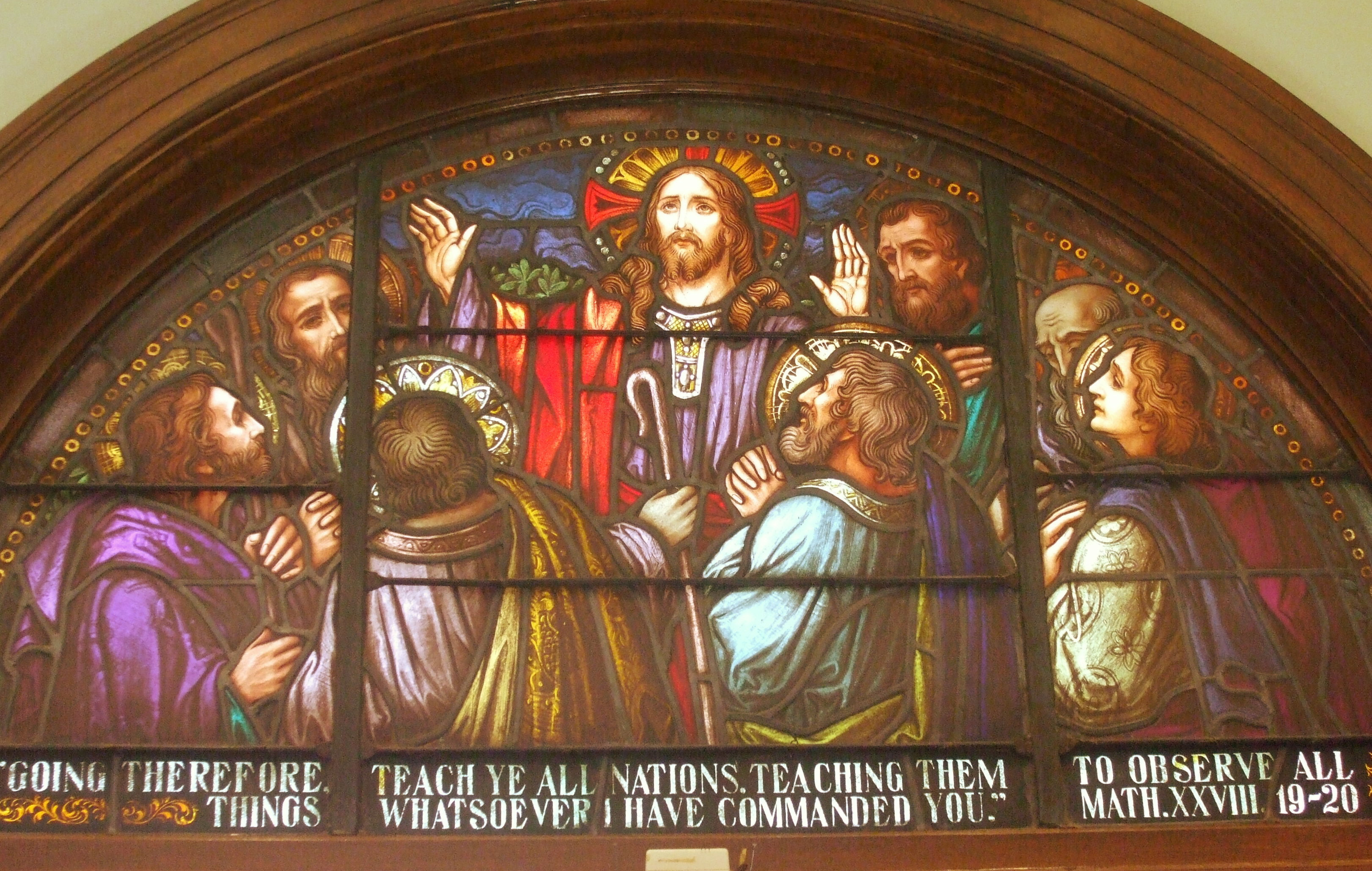
مأموریت بزرگ، پنجره شیشه ای رنگی، کلیسای جامع سنت پاتریک در ال پاسو، تگزاس

در مسیحیت، مأموریت بزرگ  دستور عیسی مسیح از مرگ برخاسته شده به شاگردانش است تا انجیل را به همه ملل جهان گسترش دهند. مأموریت بزرگ در انجیل متی ۲۸: ۱۶–۲۰ تشریح شده‌است، جایی که عیسی در کوهی در جلیل از پیروانش می‌خواهد تا همه ملت‌ها را به نام پدر، پسر و روح‌القدس شاگرد کنند و آنها را تعمید دهند.
مأموریت بزرگ شبیه به قسمت‌های مأموریت دوازده حواری است که در سایر اناجیل هم نظیر یافت می‌شود، هرچند تفاوت‌های قابل توجهی دارد. همچنین در انجیل لوقا باب ۱۰ عیسی مسیح در طول خدمت خود نیز اعزام شاگرد داشته‌است. شامل ۷۰ شاگرد، که آنها را به هر شهر و دیاری فرستاد که قصد رفتن بدان‌جا داشت و به آنها قدرت تسلط بر شیاطین می‌دهد. تصور می‌شود که پراکندگی رسولان در پایان سنتی انجیل مرقس خلاصه‌ای قرن دومی است که بر اساس انجیل متی و لوقا است.[نیازمند منبع]
این به یک اصل در الهیات مسیحی تبدیل شده‌است که بر خدمت، کار تبلیغی، بشارت و غسل تعمید تأکید دارد. گفته می‌شود که رسولان از اورشلیم پراکنده شده‌اند و مقرهای رسولان [نیازمند منبع] را تأسیس کردند، مانند آن‌هایی که در قرنتس، فیلیپی، افسس و روم بودند (همچنین رجوع کنید به: سریر مقدس). گذشته گرایان‌ها بر این باورند که مأموریت بزرگ و دیگر پیشگویی‌های کتاب مقدس در قرن اول محقق شد، در حالی که آینده گرایان معتقدند که پیشگویی کتاب مقدس هنوز محقق نشده و تا ظهور دوم محقق می‌شود.